# Mucronella bresadolae
Mucronella bresadolae (Quél.) Corner, 1970 è un fungo del genere Mucronella Fr. distinguibile per i basidiomi a forma di aculeo, privi di gambo distinto, alti fino a 6 mm e crescenti generalmente su vecchi esemplari di Polyporaceae o legno marcescente di conifera.

## Etimologia
L'epiteto specifico è dedicato al micologo italiano don Giacomo Bresadola (1847-1929).

## Descrizione della specie
Basidiomi poco appariscenti, esili, diritti ed un poco incurvati, biancastri (tendenti ad ingiallire con clima asciutto), con crescita indipendente, spesso in gruppi sparsi o serrati. Microscopicamente si caratterizza per le spore da subglobose a ellissoidali, talvolta anche ovoidali, la presenza di ife trombopleurogene e la presenza, seppur incostante, di cistidi ifoidi.
Specie rara, cresce su vecchi polipori, come Gloeophyllum odoratum (Wulfen) Imazeki, o nella parte inferiore di legni e tronchi marcescenti di conifere.

## Specie simili
Mucronella polyporacea Velen., specie segnalata per la Danimarca, ha basidiomi simili ma si distingue per le spore più piccole.